# Anba Epiphanius
Anba Epiphanius (* 27. Juni 1954 in Tanta, Ägypten; † 29. Juli 2018 im Kloster des Heiligen Makarios, Ägypten) war ein koptisch-orthodoxer Bischof und Abt des Klosters des Heiligen Makarios.

## Leben
Anba Epiphanius, auch Epiphanios El Makarii, studierte zunächst Medizin. 1984 trat er in das Kloster des Heiligen Makarios ein und wurde am 21. April 1984 Mönch. Nach seiner theologischen Ausbildung empfing er am 17. Oktober 2002 die Priesterweihe. Am 10. März 2013 wurde er von Patriarch Tawadros II. zum Bischof geweiht.
Anba Epiphanius wurde von den circa 100 Mönchen des Klosters im Februar 2013 zum Abt gewählt. Das Kloster des Heiligen Makarios ist ein koptisch-orthodoxes Kloster in der Sketischen Wüste, Gouvernement al-Buhaira, etwa 92 km nordwestlich von Kairo, an der Autobahn zwischen Kairo und Alexandria.
Anba Epiphanius war ein Schüler und spiritueller Sohn sowie ein großer Verehrer des ägyptischen Mönchs Matta al-Maskin (1919–2006), der das Makarios-Kloster im wenig besiedelten Deir Abu Maqar aufbaute und als Verfechter einer modernen koptisch-orthodoxen Theologie galt und mit Mönchen getragene kirchliche Erneuerungsbewegung initiiert hatte.
Epiphanius veröffentlichte selbst mehrere wichtige Werke, wie eine Übersetzung des 1. Buch Mose (Genesis) von der altgriechischen Sprache in die Arabische Sprache und die Basilius-Anaphora, ein altkirchliches eucharistisches Hochgebet. Derzeit in Druck sind die Übersetzung altgriechisch/arabisch des 2. Buch Mose (Exodus) und die Liturgische Gregorianik. Er war Teilnehmer vieler lokaler und internationaler Symposien, Konferenzen oder Seminare über die Koptische Kirche. Er war Mitglied von Pro Oriente, einer Arbeitsgemeinschaft christlicher Kirchen mit dem Ziel, die Beziehungen zwischen der römisch-katholischen Kirche und den orthodoxen und orientalisch-orthodoxen Kirchen zu fördern.

## Tod
Am 29. Juli 2018 wurde Anba Epiphanius im Kloster tot aufgefunden. Als Todesursache wurde Mord durch Erschlagen mit einem schweren spitzen Gegenstand vermutet. Bis zur Aufklärung des Falles blieb das Kloster geschlossen. Die beiden Mönche Wael Saad und Raymond Rasmi Mansour wurden verhaftet, von denen Saad nach Angaben der ägyptischen Behörden gestand, den Abt mit einem 90 Zentimeter langen Stahlrohr auf den Kopf geschlagen zu haben, während Mansour Wache gestanden habe. Als Grund wurden zunächst Meinungsverschiedenheiten genannt. Mansour unternahm in Haft zwei Selbsttötungsversuche. Nach Angaben der ägyptischen Justiz ergaben die Ermittlungen, dass es zwischen Anba Epiphanius und den beiden Tätern einen Streit gegeben hatte, dem finanzielle Gründe und mehrere Verstöße der Mönche gegen die Ordensregeln zugrunde lagen. Saad und Mansour zogen später ihre Geständnisse wieder zurück, da sie diese nur unter starkem Druck abgelegt hätten. Sie erklärten sich für unschuldig, trotzdem wurden beide im April 2019 zum Tode verurteilt. Die koptische Kirche bedauerte die Todesurteile. Bischof Agathon von Maghagha rief zum Gebet für die Verurteilten auf.